# Stolnica svetega Blaža, Braunschweig
Stolnica v Braunschweigu, tudi stolnica svetega Blaža nekdanj kolegijska cerkev sv. Blaža in svetega Janeza Krstnika, je najpomembnejša cerkev v Braunschweigu. Nastala je  leta 1173 kot kolegijska cerkev Henrika Leva, saškega in bavarskega vojvode, nasproti njegovega gradu Dankwarderode »v čast svetega Blaža in svetega Janeza Krstnika«. Vojvoda jo je določil za svoje poslednje počivališče in za njegovo drugo ženo Matildo Angleško.

## Zgodovina
Po vrnitvi Henrika Leva z romanja iz Svete dežele, se je leta 1173 začela gradnja cerkve. V letih od 1182 do 1185, ko je bil Henrik prvič izgnan v Anglijo, je bila gradnja verjetno prekinjena. Verjetno je bila vzhodna stran stavbe dokončana okoli leta 1188 (leto posvetitve Marijinega oltarja v stolnici). Čeprav je streha cerkve zgorela leta 1195, ko je umrl Henrik Lev, naj bi bila dokončana tudi dela na ladji in delih stolpov.
Ko je Henrik leta 1195 umrl, je bil pokopan poleg svoje druge žene Matilde, ki je umrla že leta 1189 in bila pokopana v tedaj še nedokončani stolnici. Njuna skupna grobnica je bila urejena okoli leta 1230 in je bila potrjena na tem mestu že od srednjega veka.
Ime "Dom" najverjetneje izvira iz 14. ali 15. stoletja. Po srednjeveškem razumevanju to ni pomenilo toliko škofijsko cerkev kot samostansko. Do 19. stoletja je stolnica v Braunschweigu nosila ime »kolegijska cerkev svetega Blaža in svetega Janeza Krstnika«, ki se še danes delno uporablja.

29. decembra 1226 je bila cerkev posvečena in angleški svetnik Tomaž Becket je bil izbran za tretjega zaščitnika stolnice. Od leta 1543 je to protestantska cerkev.
Danes je uradno ime Evangeličanska luteranska katedrala svetega Blaža v Braunschweigu.

## Arhitektura
Zapisi o začetku del na romanski zgradbi in graditeljih danes ne obstajajo več. Kot sledi se lahko uporabijo le posvetitve številnih oltarjev v cerkvi, o katerih še vedno obstajajo nekateri dokumenti.
Prvotno zasnovana kot triladijska romanska bazilika z izmenično podporo stebrov, s prečno ladjo, tremi apsidami, kripto, korom in saškim westwerkom, zgrajena iz apnenca (Elmkalkstein iz Elma in Braunschweiger rogenstein iz Nußberga), je bila v stoletjih večkrat razširjena in obnovljena. Posebna arhitekturna zasnova izhaja iz stebrov in pilastrov, kockastimi kapiteli, pretirano visokimi križnimi oboki,  srednjo ladjo s sodčkastimi oboki brez reber. Ta preprosta obokana oblika, ki ne vsebuje delitve oboka v pole, je neverjetna za pozno romansko cerkev.
Vzhodna stran je bila skozi stoletja strukturno najmanj spremenjena. Na severni strani proti Grajskemu trgu, je tudi glavni portal v cerkev, tu je simbol Welfov, kanclerja in opata Ludolfa Quirrea z letnico 1469. Dva osmerokotna stolpa sta dobila leta 1300 gotska zvonika, ki pa sta še vedno nedokončana.
Med letoma 1322 in 1346 je bila na južni strani dodana še ena ladja. Po odstranitvi stranske ladje na severni strani, je bila leta 1472 na njenem mestu zgrajena dvonivojska poznogotska dvorana. Njena okna so bila okrašena s (1687) slikami vojvod in vojvodin, tako da je delovala kot Dvorana slavnih dinastije Braunschweig. Nenavadna v tem delu so okna s tudorskimi loki, ki so značilna za perpendicular slog, slog angleške pozne gotike, pa tudi zviti stebri in figuralni rebrasti obok.
Večje arhitekturne spremembe so se zgodile pod vojvodo Rudolfom Avgustom okoli leta 1687 in njegovim bratom vojvodom Antonom Ulrikom okoli leta 1700. Med letoma 1866 in 1910 so stolnico temeljito prenovili, med drugim gradbeni mojster Ernst Wiehe in jo preoblikovali po okusu časa v slogu historicizma.
- Severna stranska ladja s stebri v perpendicular slogu
- Južna stranska ladja
- Glavna ladja
- Model cerkve iz grobnice Henrika Leva
- Saški westrwek

## Oprema

### Poslikave
Križišče, zadnji del ladje in apside so od leta 1230 do 1250 poslikane s al secco tehniki s slikami, od katerih je še vedno okoli 80 % ohranjenih. Odkrili so jih leta 1845 v okviru obnavljanja cerkve, jih izsledili in nato obnovili in to v nasprotju z današnjim pojmovanjem "obnove", saj obnova v 19. stoletju obsega precej domiselnih dodatkov v smislu historicizma, ki pa nima nič z izvirnikom.
Obnova in dodatna dela so trajala več desetletij. S tem v zvezi je treba omeniti Heinricha Brandesa, braunschweiškega dvornega slikarja Adolfa Quensena in Avgusta Essenweina. V tem času so bile slike dodane na stebre v ladji, ki jih v srednjem veku verjetno ni bilo. Nekatere slike na stebrih nevsiljivo nosijo napis »Von Essenwein dodatki 1880«. Po srednjeveških tradicijah slikanja romanskih cerkva je bilo poslikano samo svetišče, nikoli pa tudi ladja.
Pod verjetno obsežnim prevzemom objekta, je bila leta 1880/81 izvedena popolna obnova stolnice. Leta 1876 so svetniki že nastali na stebrih glavne ladje. Starejše fotografije kažejo, da je bila stolnica okrašena z ornamenti in figurativnimi slikami po vsej ladji.
Na severozahodnem delu stebrov in v obokanju so še vedno najdeni napisi z imenom srednjeveškega umetnika. V njem se "Johannes Wale" ali "Johannes Gallicus" ponosno sklicuje na svoje delo: »Če bi bile te figure med živimi, bi pravilno živele z bogovi«.
Slike in ime Gallicus nakazujejo vpliv na umetnika iz Francije. Ugotovitve sloga slik omogoča datiranje okoli 1230/50. Poleg tega obstajajo jasna sklicevanja na barvanje lesenega stropa v svetem Mihaelu v Hildesheimu, čigar delavnica bi morala biti tesno povezana s to v Braunschweigu. Kontinuum v predstavitvah je enaka oglata obdelava, zlasti nižjih gub oblačil. Ta oglat prikaz se je imenoval "Zackenstil" (tudi "zackbrüchiger slog" - prehodni slog med romanskim in gotskim v knjigah, na zidu in vitražu; Značilnost sloga je cik-cak ostra linija igranja gub in kontur oblačil, medtem ko večinoma ohranja tradicionalni romanski material za oblikovanje) in je bil zelo razširjen v drugi polovici 13. stoletja.
Najboljši vtis prvotnega stanja kaže krak južnega transepta, ki ga je leta 1954/56 obnovil restavrator Fritz Herzig. Preučil je tudi tehniko secco, ki jo je uporabil Johannes Gallicus.
Na splošno takšne srednjeveške slike sledijo tematsko določenemu slikovnemu programu. Nekatere slike se obračajo k svetopisemskim temam, po navadi na izrazito kristološki cikel podob; drugi del se nanaša na genealogijo darovalca, drugi pa na zgodovino zavetnika.
Na kratko je bila obravnavana scena sledeča (kor preko križišča v južno prečno ladjo): Jessejevo drevo, nebeški Jeruzalem (napotek), cikli najdbe pravega Jezusovega križa s strani svete Helene, mučenci legende svetega Blaža, Janeza Krstnika in Tomaža Becketa Canterburyjskega, severni transept ima po odkritju v 19. stoletju prizore iz Kristusovega življenja, v srednjem veku so bile te stene očitno nepobarvane.
V osrednji apsidi ponavljajoč Kristus Pantokrator na prestolu na mavrico, da bi sodil svetu. Na obrobju pobarvanih sten je dvanajst apostolov. [[Jagnje Božje|| (Agnus Dei) v centru prizora pa že kaže vpliv upanja na novo življenje: Kristusovo rojstvo, ženske ob praznem grobu Vstalega, lomljenje kruha vstalega Kristusa z dvema učencema v Emavsu in prihod svetega Duha na binkošti.
V oboku kora je zemeljski rod Jezusa od kralja Davida, ki je prikazan z Marijo, s številnimi vejami z drugimi nedoločljivimi kralji, ki zapolnjujejo celoten obok.
Nasproti nekdanje cesarske empore v južni prečni ladji, tj. pri službi v prisotnosti cesarja Otona IV., je legenda o iskanju svetega križa svete Helene. Sklicuje na romanje Henrika Leva v Jeruzalem. Tam je Helena, mati Konstantina, prvega krščanskega cesarja v Rimu in na ščitu vojske cesarski orel, ter friz, ki manifestira samopodobo kot neposrednega dediča rimskega imperija, kot ga uteleša cesar Oton IV. Predstavitev cesarja je najstarejša reprodukcija. Tukaj je tudi pobudnik poslikave stolnice v Braunschweigu in njegov namen: Oton IV., ki je že v življenju delal na zasnovi svojega groba. Tematsko strukturo slike je torej treba razumeti v kontekstu nadaljnje zasnove stolnice kot celotne opreme cesarskega pokopališča.
Obstaja skladen ohranjeni kontinuum zidnega slikarstva. To kaže - čeprav je delno odtujen z revizijo 19. stoletja - pomen freske za srednjeveško cerkev in njihovo pripovedno veselje. Še bolj kot današnji obiskovalec, je bil gledalec navdušen nad pisanimi zaporedji slik in veličastnimi, delno pozlačenimi prizori, ki so v svoji popolnosti med najobsežnejšimi cikli na nemških tleh.
V luči načrtovanega temeljnega ohranjanja obstoječega stanja je bila v zadnjih letih izvedena obsežna inventura v pripravah na obsežno obnovo slik, srednjeveške slike pa so bile kasneje prebarvane.
V južnem transeptu je še vedno ohranjenih okoli 40 odstotkov prvotnega slikarstva, ki so bolj barvita območja. Poslikave različnih restavracij pa so precej zbledele. Gotska zamisel, da bi v cerkveni prostor pustili čim več svetlobe skozi velika okna, je prizadela romanske slike.

### Imervardov križ
Znotraj in zunaj stolnice so številna zgodovinska umetniška dela. V severni stranski ladji je tako imenovani Imervardov križ, ki velja za eno najpomembnejših romanskih skulptur na nemških tleh. Imenuje se po sicer neznanem mojstru Imervardu, ki ga je podpisal. Dokazano je, da je ta romanski križ starejši od stolnice v Braunschweigu - verjetno iz leta 1150.
To je romanski štirižebeljni križ, ki je dodeljen tipu Volto Santo v Lucci. V znanosti se slogovno sklicuje na križ v stolnici v Lucci. Najverjetneje je to procesijski križ, ki se je nosil v procesiji (morda tudi na križarskem pohodu ali romanju?). Na hrbtni strani glave je majhen predal z relikvijo. Na pasu križanega Jezusa je latinski napis IMERVARD ME FECIT (Imervard me je ustvaril).
Slogovno, kot po navadi v romanskih časih, ni nobenega trpljenja Kristusa, ampak zmagoslavni Kristus, kronan brez krone, s kraljevskim oblačilom (Kristus kralj).
Zaradi slogovnih razlogov vsekakor ni triumfalni križ, nameščen na gredi v križišču.

### Marijin oltar
Eden od mnogih oltarjev, ki so stoletja krasili stolnico, je Marijin oltar, ki sta ga podarila Henrih Lev in njegova žena Matilda. Škof Adelog iz Hildeshema ga je posvetil 8. septembra 1188, na dan rojstva Marije. Sestavljena je iz polirane kamnite plošče (168 cm x 89 cm), ki stoji na petih bronastih stebrih (višina 95 cm). Srednji steber vsebuje svinčeni relikviarij in latinski napis, katerega prevod je:
V Gospodovem letu 1188 je bil ta oltar posvečen slavi Blažene Device Marije Adeloga, častnega škofa Hildesheimovega, na ukaz slavnega vojvode Henrika, sina hčerke cesarja Lotarja II. in njegove pobožne žene Matilde, hčerke kralja Henrik II., sina Matilde, rimske cesarice.
Marijin oltar je edini, ki je "preživel" več kot 800-letno zgodovino stolnice. Vsi drugi oltarji so izginili.

### Sedemkraki svečnik
Drugi znani objekt je sedemkraki svečnik, ki je bil verjetno narejen okoli leta 1190. V stolnici je vsekakor od leta 1196, kot je Ludolf von Volkmarode z ukazom v listini tistega leta zagotovil voščene sveče za ta lestenec.
Lestenec je sestavljen iz 77 bronastih kosov, višine skoraj pet metrov, razpona štirih metrov in tehta več kot 400 kilogramov.
Braunschweiški lestenec je v oblikovanju in verski simboliki zelo podoben menori in drevesu življenja. Podobni svečniki se lahko najdejo v stolnici v Essnu, v milanski stolnici in v stolnici v Kołobrzegu.
Lestenec ima kljub podobnosti z menorami malo skupnega s tem. Lahko se domneva, da je ustanovitelj stolnico hotel razumeti kot podobo Solomonovega templja. Vendar pa je v tem svečniku bolj verjetno videti nagrobni lestenec (sklic na drevo življenja), ki ga je Henrik Lev verjetno podaril grobu svoje nedavno preminule žene Matilde. Pomembna je tudi navzgor obrnjena lupina v obliki lilij v smeri proti nebu, ki kaže simboliko Vstajenja.